# Sjuttonårscikada
Sjuttonårscikadan (Magicicada septendecim), är en insektsart som först beskrevs av Carl von Linné år 1758. Sjuttonårscikadan ingår i släktet Magicicada  och familjen cikador. Inga underarter finns listade i Catalogue of Life. Arten lever som larv nere i jorden, och kommer i enorma mängder upp och svärmar vart sjuttonde år, och åstadkommer under två veckor viss skada på växter, samt upplevs av befolkningen som starkt irriterande. Nästa invasion beräknas inträffa år 2021. 

## Kännetecken
Sjuttonårscikadan är den största och nordligaste arten av periodiska cikador.

### Utseende
Ögonen och vingvenerna är, liksom hos andra arter av släktet Magicicada, rödfärgade, medan ryggsidan är svart.

### Läte
Sången är högfrekvent och liknas vid "weeeee-whoa" eller "Pharaoh,", varför cikadan ibland också kallas Faraocikada.
Parningssången hos sjuttonårscikadan: 

## Utbredning
Nordamerika: Kanada och i sexton delstater i nordliga USA.

## Levnadssätt
Den nordamerikanska sjuttonårscikadan lever i sjutton år i marken som larv, och suger näring från trädens rötter. Eftersom alla individer är lika gamla uppträder arten bara vart sjuttonde år. Under en kort period är träden fulla av sjungande cikador, som parar sig och lägger ägg. Sedan dröjer det sjutton år tills nästa generation dyker upp i samma område.
Magicicada är därmed det insektssläkte som har den längsta livscykeln. 
Enligt Mike Raupp, entomologprofessor vid Marylands universitet, har de sannolikt en biologisk klocka och känner skiftningarna i rötternas näringsflöde.

### Föda
Vuxna cikador äter sav från träd, medan nymferna livnär sig på rötternas rotsaft (Xylem). Larverna lever på rötter djupt ner i jorden och i regel behöver de 17 år för sin fullständiga utveckling.

## Taxonomi/Systematik
Beskrevs av Carl von Linné som Cicada septendecim i den tionde upplagan av Systema naturae, publicerad i Stockholm år 1758. Släktnamnet senare ändrat till Magicicada av taxonomen W.T.Davis år 1925.

## Cikadan och människan
Denna cikada åstadkommer viss skada på kulturväxter under de cirka två veckor den uppträder vart sjuttonde år, och deras sång, vilken kan nå upp till 120 decibel kan upplevas störande när den i täta enorma svärmar flyger omkring i bostadsområden i de sexton delstater där den förekommer. 
| ”                                                          | Hitchcock skulle ha gillat synen: De rödögda fäna flyger in i ansiktet på gående, barn flyr skrikande, hundar skäller och grillfester flyttas inomhus. Bilister kör med vindrutetorkarna på. Samtal i parker förs skrikande. Unga träd vissnar och dör till följd av äggläggningen i grenverken och gatorna fylls av gulbruna fläckar efter de ihjältrampade insekterna. | „ |
| – av Georg Cederskog, 2004-06-28, artikel i Dagens Nyheter | |   |

### Etymologi
Baserat på Pehr Kalms beskrivning av dess sjuttonåriga cykel beskrev Carl von Linné arten som Cicada septendecim.

### Kulturhistoria
Släktet har attraherat vetenskapsmän i århundraden. Redan 1665 innehöll den första volymen av Philosophical Transactions of the Royal Society en rapport från New England beträffande sjuttonårscikadorna, men svensken Pehr Kalm, en av Carl von Linnés apostlar, anses ha skrivit den första vetenskapliga beskrivningen av sjuttonårscikadans liv och levnadscykel. 
Kalm observerade cikadornas spel i senare delen av maj år 1749, och publicerade rapporten i en svensk vetenskaplig journal år 1756. Kalm skrev:
Den allmänna uppfattningen är att dessa insekter uppträder i fantastiska mängder vart sjuttonde år. Dessemellan, med undantag för någon enstaka som dyker upp under sommaren, lever de under jord.

Charles Darwin riktade också sina blickar mot cikadorna. 
Fortfarande spekulerar entomologerna över den biologiska klocka som kan få cikadorna att träffa rätt inom veckan på sjutton år, för att utvecklas till vuxna samtidigt och därmed säkerställa parningar och en ny generation. Det finns tre arter som prickar rätt på sjutton år och fyra arter som prickar rätt på tretton år. Det biologer verkar överens om är att cikadornas långa livscykel är en evolutionär fördel, som lurar dess fiender. Att livscykeln prickat de båda primtalen, 13 och 17, har också lett till spekulationer om primtalen på något sätt är särskilt verkningsfulla ur evolutionär synpunkt.

## Källhänvisningar
1. ↑  Bisby F.A., Roskov Y.R., Orrell T.M., Nicolson D., Paglinawan L.E., Bailly N., Kirk P.M., Bourgoin T., Baillargeon G., Ouvrard D. (red.) (10 mars 2011). ”Species 2000 & ITIS Catalogue of Life: 2015 Annual Checklist.”. Species 2000: Reading, UK. http://www.catalogueoflife.org/annual-checklist/2015/search/all/key/Magicicada+septendecim/match/1. Läst 6 mars 2016.
2. ↑  Alexander, Richard D.; Moore, Thomas E. (1962). ”The Evolutionary Relationships of 17-Year and 13-Year Cicadas, and Three New Species (Homoptera, Cicadidae, Magicicada)”. University of Michigan Museum of Zoology. http://entnemdept.ufl.edu/walker/buzz/c700lam62.pdf. Läst 9 juni 2011.
3. ↑  Stranahan, Nancy. ”Nature Notes from the Eastern Forest”. Arc of Appalachia. Arkiverad från originalet den 5 oktober 2011. https://web.archive.org/web/20111005233752/http://www.highlandssanctuary.org/nature.notes.1.cicada/nature.notes.htm. Läst 10 juni 2011.
4. ↑  M. Lloyd och H.S. Dybas (1966). ”The periodical cicada problem. I. Population ecology”. Evolution 20 (2):  sid. 133–149. doi:10.2307/2406568.
5. 1 2  Miljarder cikador har invaderat östra USA, artikel i DN av Georg Cederskog
6. ↑  Sångstritar i Nordisk familjebok (andra upplagan, 1918)
7. ↑  Davis, J.J. (May 1953). ”Pehr Kalm's Description of the Periodical Cicada, Magicicada septendecim L., from Kongl. Svenska Vetenskap Academiens Handlinger, 17:101-116, 1756, translated by Larson, Esther Louise (Mrs. K.E. Doak)”. The Ohio Journal of Science 53:  sid. 139–140. Arkiverad från originalet den 2012-10-03. https://www.webcitation.org/6B7q4UTWJ?url=https://kb.osu.edu/dspace/bitstream/handle/1811/4028/V53N03_138.pdf;jsessionid=95D493BC5FD5B919ABC2F5CCF1154087?sequence=1. Republished by Knowledge Bank: The Ohio State University Libraries and Office of the Chief Information Officer Arkiverad 26 januari 2021 hämtat från the Wayback Machine.. Retrieved 2012-10-02.
8. 1 2  Richard Monastersky (28 maj 2013). ”Long-lived insects raise prime riddle – Mass orgy of 17-year cicadas sets US researchers buzzing” (på engelska). Nature 497:  sid. 545–546. doi:10.1038/497545a. http://www.nature.com/news/long-lived-insects-raise-prime-riddle-1.13080. Läst 10 november 2014.